# 下奎托湖
下奎托湖是俄羅斯的湖泊，由卡累利阿共和國負責管轄，位於凯姆河流域，長30.4公里、寬7.5公里，面積141平方公里，平均水深9.4米，最大水深33米，每年十一月至翌年五月結冰。